# 凱文·麥克海爾 (演員)
凱文·麥克海爾（Kevin Michael McHale，1988年6月14日—）是一位美國演員、舞者和歌手。他在電視劇《歡樂合唱團》中飾演亞提·艾布蘭斯。他也是2012年青少年選擇獎的主持人。

## 外部連結
- Kevin McHale在互联网电影资料库（IMDb）上的資料（英文）
- Kevin McHale: Fox's "Glee", Actor Bio